# Félix Fénéon

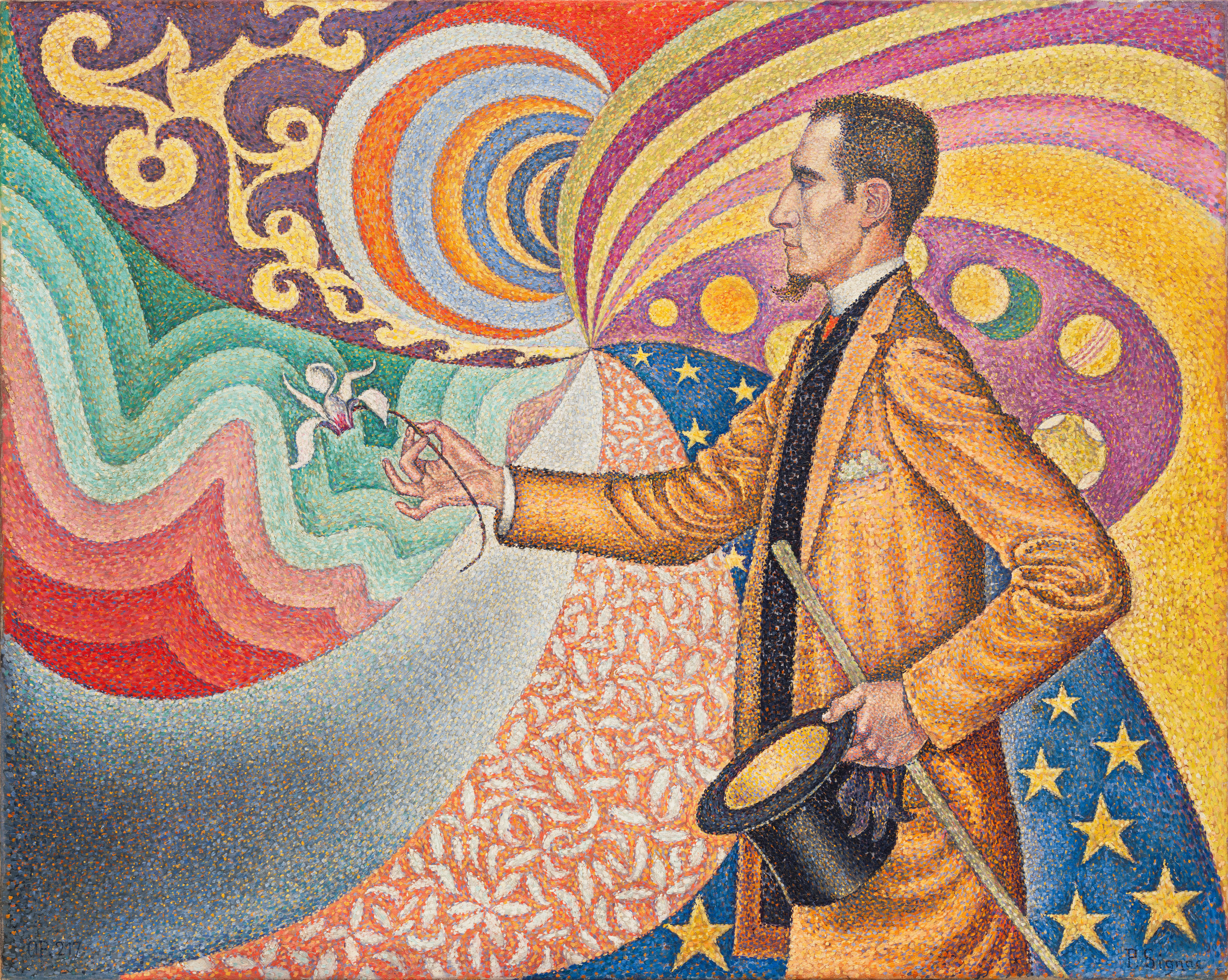
Paul Signac, Portrét Félixe Fénéona, 1890

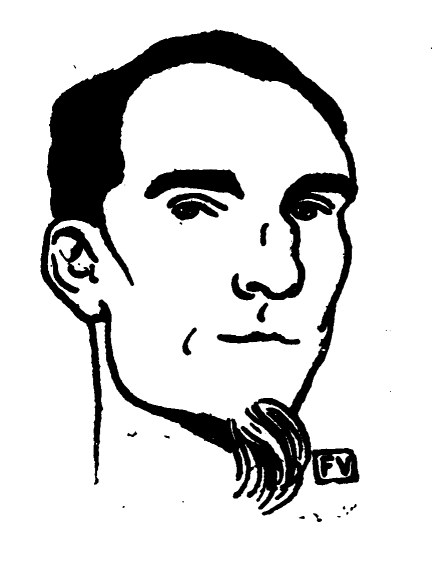
Félix Fénéon od Félixe Vallottona, 1898

Félix Fénéon (22. června 1861 Turín, Itálie – 29. února 1944 Châtenay-Malabry) byl na konci 19. století pařížský anarchista a umělecký kritik. Roku 1886 vytvořil termín „neoimpresionismus“, kterým označil skupinu umělců vedenou Georgesem Seuratem. Fénéon se stal velkým propagátorem tohoto stylu.
Každoročně je udělována některému francouzskému spisovateli a výtvarníkovi cena „Prix Fénéon“. Cenu založila v roce 1949 vdova po Fénéonovi. Cena je hrazena z výtěžku prodeje Fénéonovy umělecké sbírky. Fanny Fénéon ji odkázala Pařížské univerzitě, která je zodpovědná za výběr vyznamenaného umělce.

## Životopis
Felix Fénéon byl přední francouzský literát, umělecký kritik a anarchista. Narodil se v Turíně v Itálii v roce 1861. Vychován byl v Burgundsku, pravděpodobně proto, že jeho otec byl obchodním cestujícím. Poté, co se Fénéon umístil jako první ve zkoušce uchazečů o zaměstnání, přestěhoval se do Paříže, kde začal pracovat pro válečný úřad a stal se zde vedoucím úředníkem. Během svého působení ve válečném úřadě editoval mnoho děl, včetně prací Arthura Rimbauda a Comte de Lautréamonta a také pomáhal rozvíjet začínající pointilistické hnutí Georgese Seurata. Byl také pravidelným návštěvníkem úterních večerů v salonu Stéphane Mallarmého a byl aktivní v anarchistických kruzích.
Jako anarchista Fénéon pracoval 13 let jako úředník War Office – válečné kanceláře (což je pro anarchistu trochu ironie), i přesto, že v té době byl velmi aktivní v podpoře anarchistických kruhů a hnutí. V březnu 1892 francouzská policie hovořila o Fénéonovi jako o „aktivním anarchistovi“ a nechali ho sledovat. V roce 1894 byl Fénéon zatčen pro podezření ze spiknutí kvůli anarchistickému útoku na Foyot restaurant, oblíbené místo politiků. Byl také podezřelý ze spojení s atentátem na francouzského prezidenta, Sadi Carnota, který spáchal 25. června 1894 italský anarchista. On a dvacet devět dalších byli zatčeni na základě obvinění ze spiknutí. Proces se stal známý jako “soud třiceti”. Fénéon byl zproštěn obvinění stejně jako mnozí další. Proces přispěl k popularitě Fénéona zejména jeho břitkými prohlášeními, kterými bojoval proti porotě. O jedné ze scén v soudní síni píše anglický spisovatel Julian Barnes:
Když mu předsedající soudce řekl, že byl spatřen v rozhovoru se známým anarchistou za plynovou lampou, chladně odpověděl: „Můžete mi Monsieur le Président říci, která strana plynové lampy je zadní?“

Po soudu se Fénéon stal ještě nepolapitelnějším. V roce 1890 požádal neoimpresionista Paul Signac Fénéona o portrét. Fénéon několikrát odmítl. Souhlasil jen pod podmínkou že Signac namaluje celý jeho obličej ze předu. Signac přirozeně odmítl, namísto toho namaloval slavný profil Fénéona s jeho charakteristickou kozí bradkou. Z obrazu se stal slavný symbol neoimpresionismu a měl mnoho variant. Fénéon, ačkoli nespokojený s výsledkem, si pověsil obraz na zeď a měl ho pověšený až do Signacovy smrti o 45 let později.
Kromě Novels in Three Lines, které nejprve vycházely v pařížském deníku Le Matins v roce 1906 a později vyšly jako sbírka, a to pouze proto, že je jeho milenka Camille Pateel uchovala jako výstřižky v albu, publikoval Fénéon v roce 1886 monografiii o 43 stránkách v Les Impressionists. Když byl Fénéon požádán o vydání Les Nouvelles en Trois Lignes jako sbírky, skvěle odpověděl rozzlobeným „Snažím se jen mlčet“. Jak zdůrazňuje Luc Sante, dalo by se říci, že Fénéon byl neviditelně slavný, přesto toho mnoho ovlivnil, aniž by byl mnohým znám.
Fénéonův právník mu po procesu a jeho následném propuštění z válečného úřadu nabídl místo v literárním magazínu La Revue Blanche; pro tento časopis pracoval až do roku 1903, kdy bylo vydávání magazínu ukončeno. V tomto časopise Fénéon pokračoval v propagaci práce Seurata a Signaca. V roce 1900 zorganizoval první retrospektivu Seuratovy práce. Seurat je známý řadou děl, zejména obrazem Nedělní odpoledne na ostrově La Grande Jatte. Hajo Düchting, autor publikace Seurat, The Master of Pointillism (Seurat, mistr pointillismu) poznamenává, že „ve skutečnosti on (Fénéon) byl jediným kritikem, který prokázal schopnost veřejně uznat Seuratovu práci a novou metodu malování, kterou ilustroval slovy, že je pozoruhodná dosahováním barevných tónů.“
Poté, co La Revue Blanche přestala vycházet, Fénéon začal pracovat pro liberální noviny Le Matin, kde anonymně komentoval denní zprávy. Psal tzv. „výplň“, což francouzština nazývá „faits-divers“ nebo „různé události“. Každý komentář se skládal pouze ze tří řádků. Jeho autorství bylo odhaleno až po roce 1940. V nich zachytil složité jemnosti francouzského každodenního života. Následující příklady zdůrazňují vtip tohoto kritika tehdejšího světa:
- Rouenský soud odsoudil zločineckou virago, (slovo pochází z latiny a značí ženu, jenž projevuje příkladné a hrdinské vlastnosti) Mlle Tulle, na 10 let tvrdé práce, zatímco její milenec dostal let pět.
- V kavárně na Rue Fontaine si Vautour, Lenoir a Atanis vyměnili několik kulek týkajících se jejich manželek, které nebyly přítomny.
- „Pokud můj kandidát prohraje, zabiju se,“ prohlásil M. Bellavoine z Fresquienne, Seine-Inferieure. Zabil se.
- Ženy, které kojily své děti, vysvětlily tento problém jako dělnickou věc řediteli tramvajových linek v Toulonu. Zůstal pevný.[4]

Po ukončení jeho spolupráce s Le Matin se Fénéon stal ředitelem jedné z nejstarších uměleckých galerií v Paříži Galerie Bernheim-Jeune. Galerie propagovala realisty, barbizonskou školu a od roku 1874 první impresionistické a později postimpresionistické malíře. Fénéon zintenzivnil svůj zájem o neo-impresionismus, obzvláště umění Georgese Seurata. Ředitelem galerie byl od roku 1906 do roku 1925. Před svým odchodem z galerie veřejně prohlásil že je „připravený na nečinnost“ a ve věku 63 se definitivně odmlčel.

## Dílo
- Les Impressionnistes en 1886
- Œuvres; předmluva: Jean Paulhan, Paříž, Gallimard, 1948
- Œuvres plus que complètes, 1970
- Nouvelles en trois lignes, přeloženo a publikováno jako Novels in Three Lines, úvod: Luc Sante, 2007 ISBN 978-1-59017-230-8
- Correspondance de Fanny & Félix Fénéon avec Maximilien Luce, 2001
- Petit supplément aux œuvres plus que complètes, 2 díly
- Le Procès des Trente, 2004
- Correspondance de Stéphane Mallarmé et Félix Fénéon. Maurice Imbert, editor; 2007

## Galerie

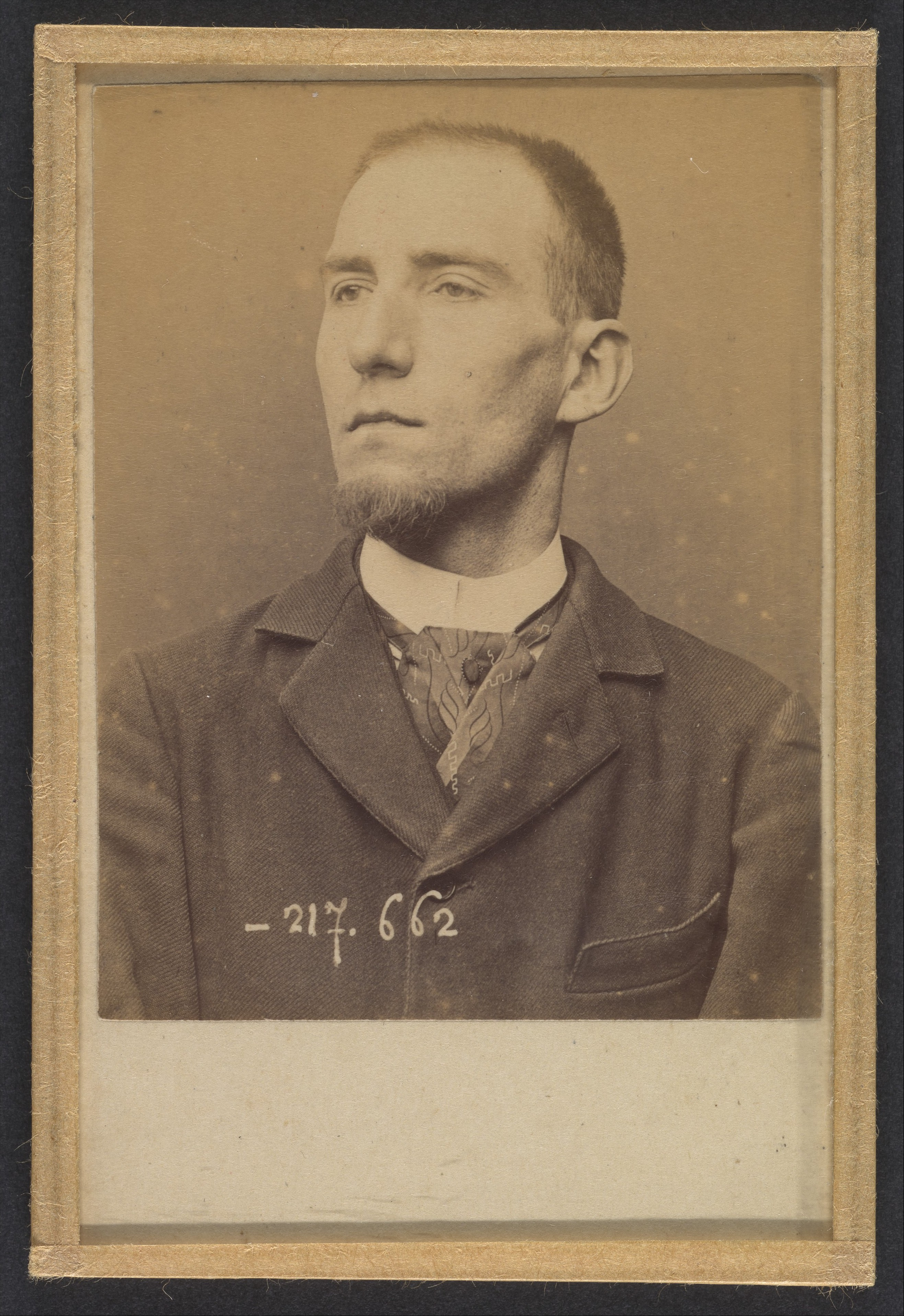
Félix Fénéon, identifikační portrét vězně, 1894–5
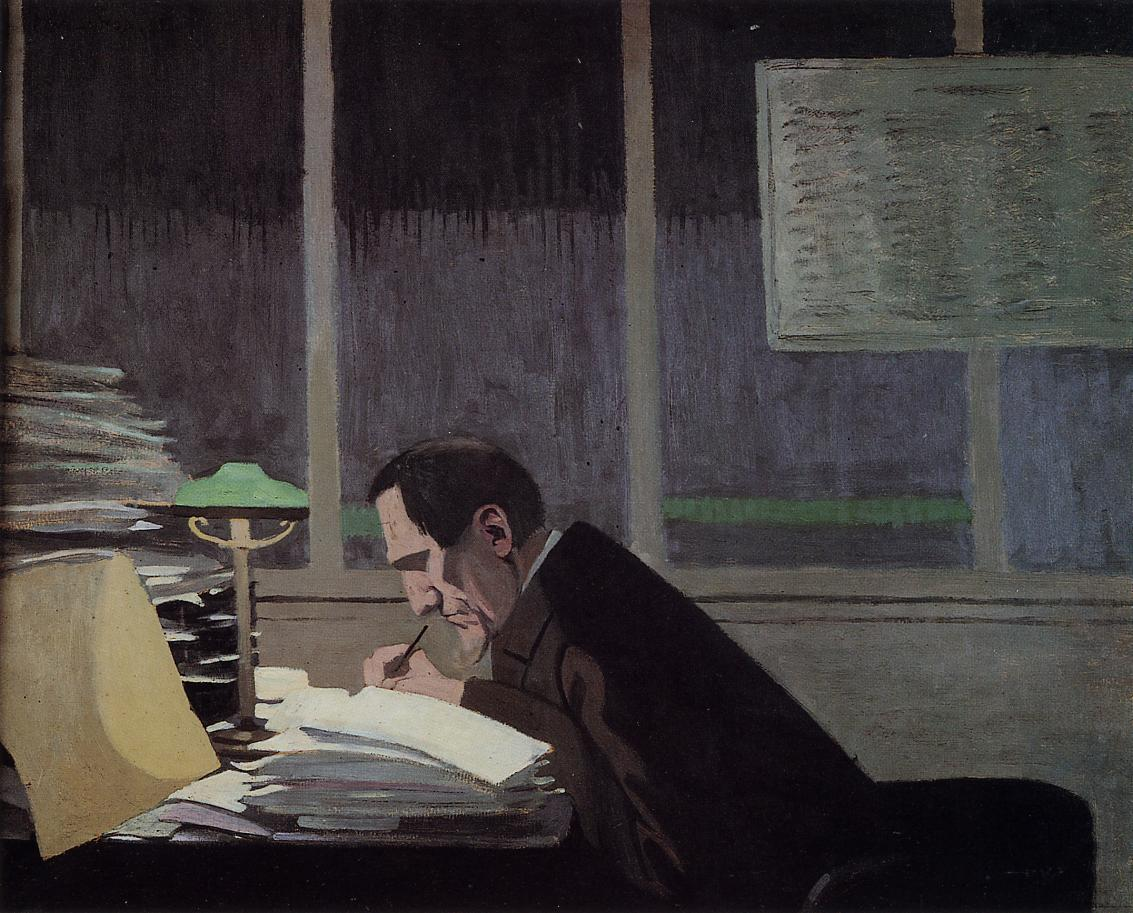
Félix Fénéon edituje La Revue Blanche, 1896
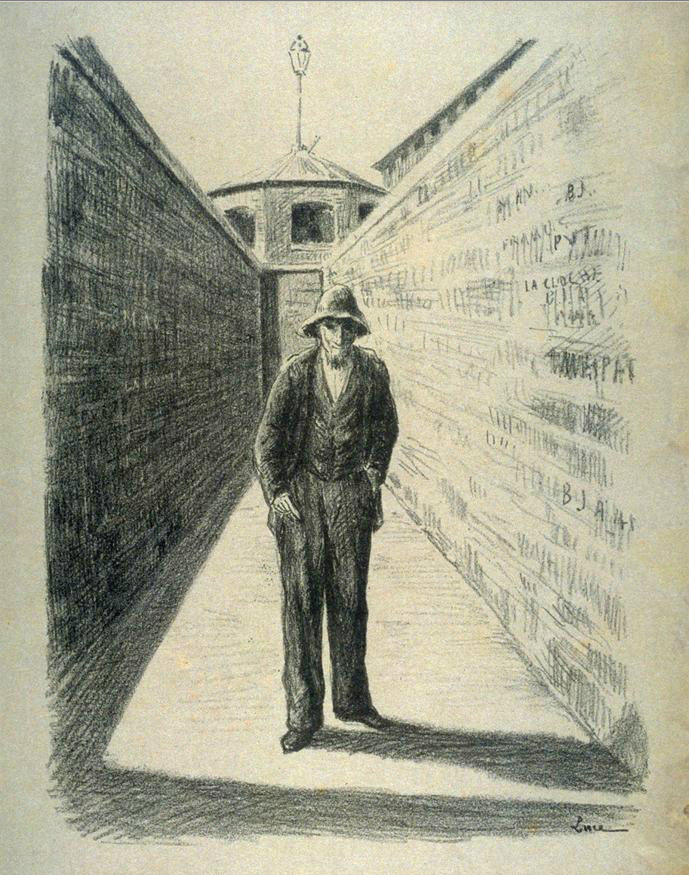
Portrét FF od Maximiliena Luceho, 1894
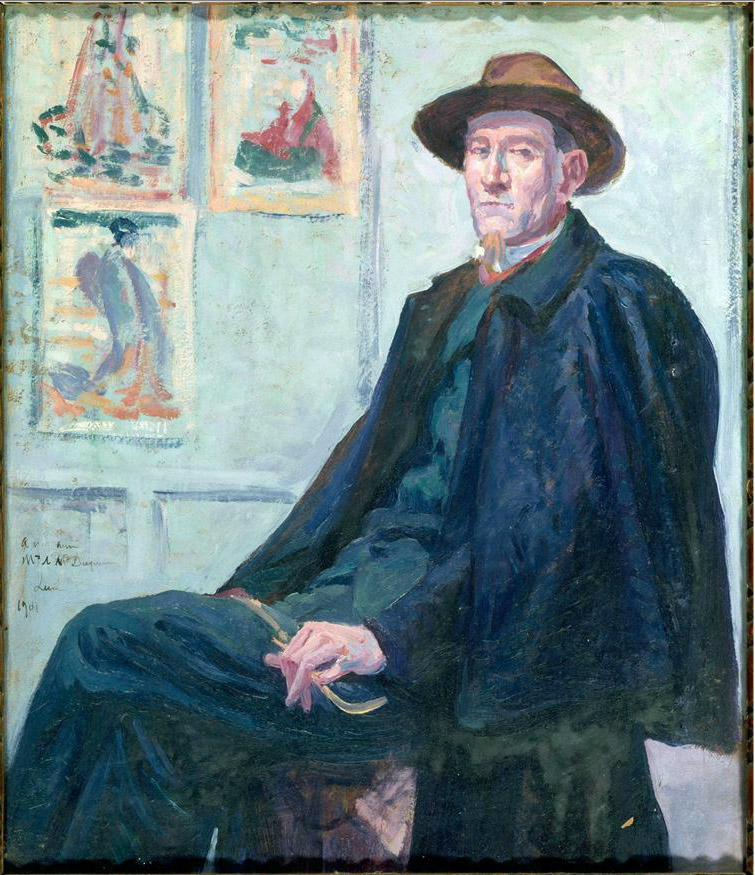
Portrét FF od Maximiliena Luceho, 1901
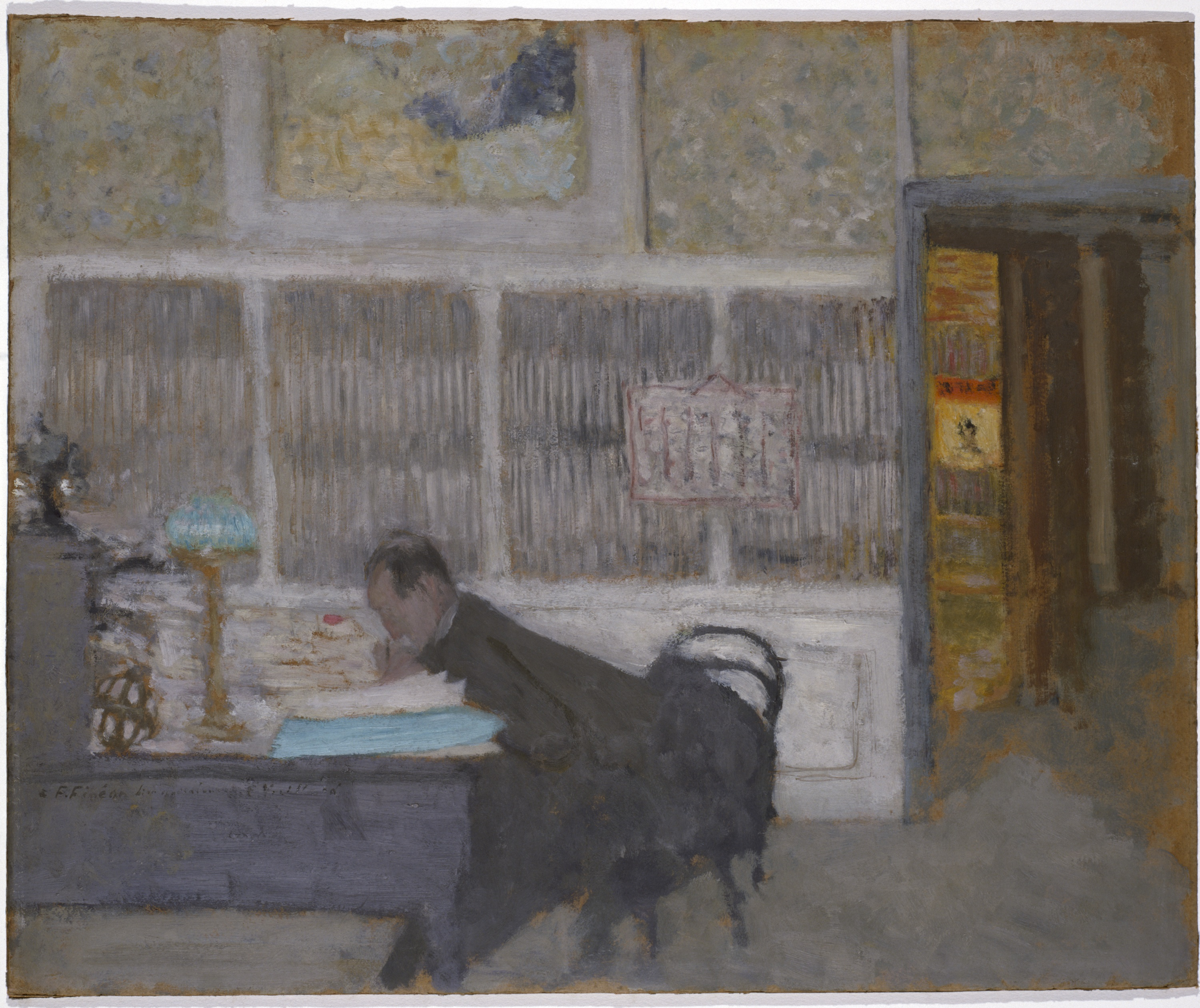
Édouard Vuillard, À la revue blanche (Portrait de Félix Fénéon), 1901